# トトリムク
トトリムㇰ（도토리묵）は大韓民国の伝統食品の一種で、ドングリのデンプンを固めた食品である。「ムㇰ」とはデンプンを固めたゼリー状の食品を指す。
トトリムㇰは耕地が乏しく、ドングリなど木の実が豊富な朝鮮半島の山間部で生まれた。他のムㇰと同様に野菜と和えたり、醤油・ごま油・ニンジン・タマネギ・唐辛子などを混ぜたヤンニョムジャンをかけて食すことが多い。大衆食堂では副食として出されることが多いが、最近ではクッパのように飯と一緒にスープに入れた「トトリムㇰ・パㇷ゚（도토리묵 밥＝トトリムㇰ飯の意）」が一品料理にもなっている。
元々は食料が不足していた時代や、飢饉の年に食べられた救荒食物であり、食糧不足にあった朝鮮戦争の頃に広く食べられたが、次第に貧困の象徴として認識され、メミルムクなどのほかのムㇰが簡単に手に入るようになるにつれて需要が低下した。だが近年健康食品として見直され、粉末が大量生産されて市場に流通している。
水分量が多く満腹感を覚えやすいが、カロリーが低くダイエット食品として用いられることもある。

## 製法
ドングリはデンプンやタンパク質を豊富に含むが、同時にアク成分であるタンニンやポリフェノールも多く含む。そのままでは食味が悪く、消化も阻害する恐れがある。従って、タンニンの適切な処理（アク抜き）が必須である。
まず、殻をむいて内部の堅果を分離し、ペースト状にすりつぶし、粉末にする。粉末を大量の水に溶かし、かき混ぜることでデンプンと繊維を分離し、濾過する。濾過して得られる液体ではタンニンがデンプン分子中から拡散するため、デンプンの沈殿と上澄みに分かれたら上澄みを捨てる。効果的にタンニンを除去するには水を何度か変える必要がある。 沈殿を乾燥させて得られたデンプン粉末を煮詰めて容器に移し放冷して凝固し、完成する。